# Districtul Kut Rang
Kut Rang (în thailandeză กุดรัง) este un district (Amphoe) din provincia Maha Sarakham, Thailanda, cu o populație de 36.144 de locuitori și o suprafață de 267,0 km².

## Componență
Districtul este subdivizat în 5 subdistricte (tambon), care sunt subdivizate în 85 de sate (muban).
| Nr. | Nume       | În thailandeză | Sate | Locuitori |  |
| --- | ---------- | -------------- | ---- | --------- |  |
| 1.  | Kut Rang   | กุดรัง           | 16   | 6,724     |  |
| 2.  | Na Pho     | นาโพธิ์          | 21   | 9,899     |  |
| 3.  | Loeng Faek | เลิงแฝก         | 15   | 8,273     |  |
| 4.  | Nong Waeng | หนองแวง        | 14   | 5,859     |  |
| 5.  | Huai Toei  | ห้วยเตย         | 19   | 5,389     |  |